# Addedomaros
Addedomaros est un roi celte qui régna au Ier siècle av. J.-C. sur les peuples des Catuvellauni et des Trinovantes, dans le sud-est de l’actuelle Angleterre. Son nom signifie « la Grande Lance ».

## Protohistoire
Ces deux peuples, de culture brittonique, formaient une coalition, dirigée par un seul souverain. Leur territoire se situait au nord de l’estuaire de la Tamise, dans les actuels comtés d’Essex et de Suffolk. Leur capitale Camulodunon se situait sur le lieu de l’actuelle ville de Colchester, une des localisations supposées de Camelot.
Addedomaros est uniquement connu par des inscriptions sur des pièces de monnaie, frappées entre 35 et 15 av. J.-C. Il est probable qu’il soit à l’origine du transfert de leur capitale de Braughing dans le Hertfordshire à Camulodunon. D’autres émissions monétaires indiquent qu’il aurait perdu la souveraineté entre 15 et 10 av. J.-C. et l’aurait récupéré de 10 à 5 av. J.-C. Son successeur est Dubnovellaunos.

## Sources
- Venceslas Kruta, Les Celtes, Histoire et Dictionnaire, Éditions Robert Laffont, coll. « Bouquins », Paris, 2000,  (ISBN 978-2-7028-6261-2).
- John Haywood (intr. Barry Cunliffe, trad. Colette Stévanovitch), Atlas historique des Celtes, éditions Autrement, Paris, 2002,  (ISBN 978-2-7467-0187-8).
- Consulter aussi la bibliographie sur les Celtes.